# Weston Favell
Weston Favell – dzielnica miasta Northampton, w Anglii, w Northamptonshire. Leży 4,1 km od centrum miasta Northampton i 96,9 km od Londynu. W 1961 roku civil parish liczyła 5105 mieszkańców. Weston Favell jest wspomniana w Domesday Book (1086) jako Westone.